# Lató
Lató (en grec antic Λατώ) va ser una ciutat antiga de Creta, segons Esteve de Bizanci. Està situada en uns turons del Golf de Mirabello.
Segurament la ciutat era molt antiga, i cap al segle vii aC, s'hi van instal·lar els doris, i les ruïnes existents són totes d'origen dòric d'entre els segles VI aC i IV aC. Va ser destruïda potser cap a l'any 200 aC, però el seu port, Lato pros Kamara, situat molt a prop d'Àgios Nikólaos, va ser utilitzat durant l'Imperi Romà.
Una tradició diu que el nom de la ciutat provenia de la deessa Leto, que en grec dòric es diu Lato, encara que algunes monedes que s'han trobat representen a la deessa Ilitia, que era adorada especialment a la ciutat. Sembla que la ciutat va estar en conflicte permanent amb Olunt.
Les seves ruïnes són a uns 3 km del poble de Kritsà i a uns 9 km terra endins. Queda una fortalesa de l'època dòrica, aproximadament del segle V aC.
Nearc, un dels generals d'Alexandre el Gran, va néixer a Lató.

## Referències

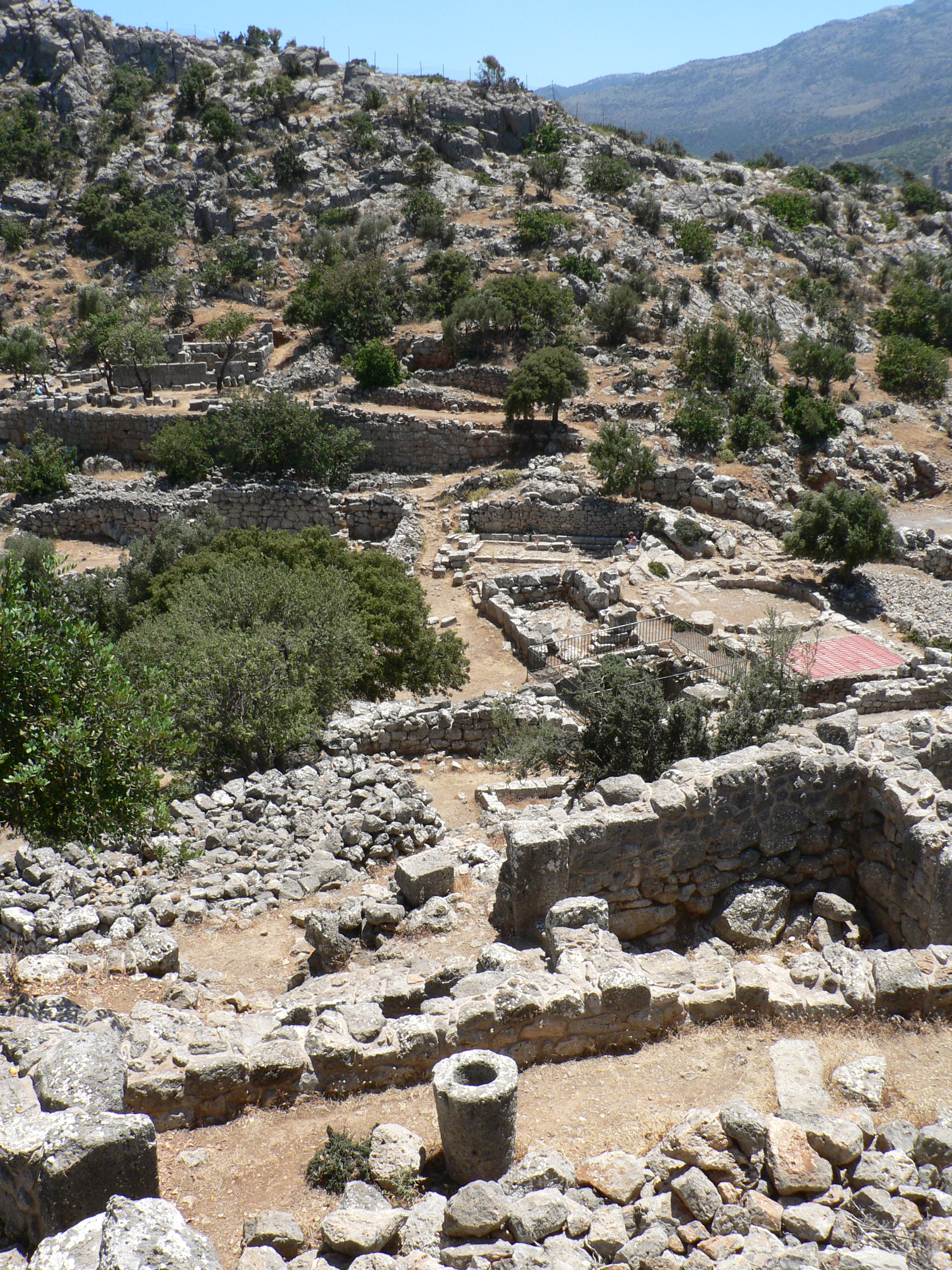
Jaciment de Lató